# .244 Holland & Holland Magnum
El .244 Holland & Holland Magnum (.244 H&H Mag) es un cartucho de rifle creado 1955 en Gran Bretaña por el cazador de venados y armero David Lloyd de Pipewell Hall, Northamptonshire y Glencassley en Sutherland, Escocia,. El .244 H&H Magnum es más potente que el 6mm Remington (.244 Remington).
Cazando ciervos en bosques en zonas extremadamente escarpadas de su pueblo natal de Glencassley, Lloyd buscaba una bala con una trayectoria muy plana que le permitiese disparar a través de valles profundos y mayores a las 300 yardas (270 m) y más margen de error al momento de estimar distancias con un proyectil que tuviera un pesos mínimo de 100 granos.

## Historia
Basado en el casquillo del .375 H&H Magnum al que se le ajustó el cuello, el .244 H&H originalmente despidió una bala de 100 granos (6.5 g), empujada por 74 granos (4.8 g) de pólvora de nitrocelulosa, generando una velocidad de salida de aproximadamente 3,500 pies por segundo (1,100 m/s).
El .244 H&H Magnum, raramente es eficiente en cañones de menos de 26 pulgadas (660 ).
Lloyd entregó a Holland & Holland LTD. el diseño de su cartucho en 1954 a cambio de £250 por sus costos de desarrollo, y tanto Lloyd como Holland & Holland empezaron a producir rifles de cerrojo recamarados para el .244 H&H Magnum. Inicialmente, la munición comercial fue cargada por IMI Kynoch en su fábrica de Birmingham. Comercialmente, este cartucho sólo ha sido cargado con balas de 100 granos.